# Pamplona
Pamplona (baszkul Iruñea vagy Iruña, ami szintén hivatalos elnevezés) egy spanyolországi város, Navarra autonóm közösség és tartomány székhelye. A Navarrai Királyság egykori fő- és koronázó városa. A városban rendezik a világhírű Sanfermines fesztivált, amelynek fő attrakciója a bikafuttatás.

## Fekvése
Pamplona az Arga folyó partján, Navarra tartomány közepén egy kis fennsíkon található, tengerszint feletti magassága 443 méter. A történelmi óváros a folyó jobb partján helyezkedik el, a városképet az itt található citadella és a katedrális határozza meg leginkább. A várost több hegy öleli körül, a legmagasabb ezek közül az 1353 méter magas Peña Izaga.
Pamplona éghajlata a tengeri és a kontinentális éghajlat határán van, a nyár száraz és meleg, a tél meglehetősen csapadékos és hűvös.

## Története
A mai Pamplona helyén volt Pompeius csapatának tábora, amikor i. e. 74-75-ben a másik római hadvezér, Sertorius elleni háborúját vívta. Őt tartják a város alapítójának, amit akkoriban még Pompaelonak neveztek. A középkorban több csata után is lerombolták a várost.
Az Ibériai-félszigetet meghódító arab–berber csapatok 714-ben érték el a várost. Kétéves ostrom után kiegyeztek a védőkkel: a  városba berber helyőrséget telepítettek, de a baszkok megtartották a fellegvárat és jelentős autonómiát kaptak. A város fontos kereskedelmi központtá vált, és ennek elismeréseként 740-ben Uqba ibn al-Hajjaj córdobai kormányzó regionális közigazgatási központtá tette. 755-ben Córdoba utolsó kormányzója, Júszuf ibn Abd ar-Rahmán al-Fihri csapatokat küldött a város körül kitört baszk felkelés leverésére, de ezt a hadat a felkelők legyőzték.
Mint több európai város esetében, Pamplonában is jól elkülönül az óváros (Casco Viejo) az új építésű kerületektől. Az óváros legrégebbi része, Navarrería nagyjából a római kori városnak felel meg. A 12. században épült ki San Saturnino és San Nicolás városrész.
A középkorban a város mérete jelentősen nem növekedett. Ennek főleg katonai okai voltak, hiszen a város a nyugat pireneusi védelem szempontjából stratégiailag fontos helyen állt. Emiatt tilos volt a város falain túl építkezni. Az első világháború újszerű hadászati technológiája egyértelművé tette, hogy a város szerkezete elavult, ezért a déli városfalat lebontották.

## Főbb nevezetességek
A város számos középkori nevezetességgel rendelkezik.
- Nagyboldogasszony-székesegyház, amely eredetileg gótikus stílusú, bár homlokzata ma klasszicista
- Városháza barokk homlokzattal (15–18. század)
- Puente Magdalena híd az Arga folyón
- Fellegvár (1571)

### Plaza de Toros de Pamplona
Az 1922-ben épült Plaza de Toros de Pamplona a legnagyobb bikaviadal-aréna Navarrában, a 19 000 néző befogadására alkalmas létesítmény világviszonylatban a harmadik legnagyobb. 1966-ban Rafael Moneo és Carlos Fernández Casado tervei alapján átépítették.

### Szent Jakab-út
Pamplonán át vezet a híres Szent Jakab-zarándokút. A zarándokok az Arga folyón a középkori Puente Magdalena hídon átkelve érkeznek Pamplona óvárosába.

### Sport
A város első számú labdarúgócsapata, a CA Osasuna az első osztályban szerepel. Hazai mérkőzéseiket a 17 286 férőhelyes El Sadar stadionban játsszák. A női csapat a másodosztályban szerepel.
Pamplona kézilabdacsapata, az SDC San Antonio több spanyol trófeát is begyűjtött már, sőt 2001-ben Bajnokok Ligáját nyert.

## Híres személyek
- Manuel Almunia, labdarúgó
- Fernando Llorente, világbajnok labdarúgó
- Pablo de Sarasate, hegedűművész, zeneszerző
- Nerea Pena, kézilabdázó

## Testvérvárosok
- Jamagucsi (1980 óta)
- Bayonne (1980 óta)
- Pamplona (1980 óta)
- Paderborn (1992 óta)

## Népesség
A település lakosságának változását az alábbi diagram mutatja:
| Lakosok száma | 186 245 | 191 865 | 194 894 | 198 491 | 197 932 | 195 853 | 197 138 | 201 653 | 203 418 | 207 777 |
|               | 2001    | 2004    | 2007    | 2009    | 2011    | 2015    | 2017    | 2019    | 2022    | 2024    |